# (15511) 1999 TD185
A (15511) 1999 TD185 a Naprendszer kisbolygóövében található aszteroida. A LINEAR projekt keretében fedezték fel 1999. október 12-én.